# Lina Llubera
Lina Llubera, pseudònim de Carolina Codina Nemískaia (Madrid, 21 d'octubre de 1897 - Londres, 3 de gener de 1989), fou una soprano catalanoucraïnesa casada durant divuit anys amb el compositor rus Serguei Prokófiev.

## Infantesa
Llubera, que va agafar el nom musical de la seva àvia paterna, Isabel Llubera, nascuda a Badalona, era filla del cantant català Joan Codina i Llubera i de la ucraïnesa Olga Nemískaia o Olha Nemiska (Ольга Неміська). En la infantesa, va viatjar d'un país a un altre amb els seus pares, ambdós dedicats al cant. Joan Codina posseïa una agradable, encara que no gaire potent, veu de tenor i va donar recitals a l'Imperi Rus, on es va guanyar l'estimació del públic, no solament per les seves interpretacions, sinó també pels seus impressionants bigotis. L'anomenaven afectuosament Ivan Ivànovitx.

## Coneixença de Prokófiev
Lina va passar els anys de la seva joventut, entre altres llocs, a Kýiv i Odessa (Ucraïna, Imperi Rus), i als Estats Units, i va ser en aquest últim lloc on es va iniciar com a cantant. Allà també coneixeria el 1918 el mundialment famós Serguei Prokófiev en acudir a felicitar-lo després d'un concert. El jove mestre aviat sentiria un afecte especial per aquesta admiradora. El 16 de desembre de 1919, desanimat per les dificultats per a estrenar la seva òpera L'amor de les tres taronges, Prokófiev escriu: "El meu estat d'ànim millora gràcies a la presència de Linette. Linette és el que porto buscant molt temps i el que fins ara no havia pogut trobar. Intento raonar d'aquesta manera: no s'estrena l'òpera, però tens Linette, de manera que sigues feliç!". Fins i tot, va canviar el nom d'una de les princeses de L'amor de les tres taronges per "Linetta" per demostrar-li la seva admiració.
Mitjançant Prokófiev, Lina Llubera va entrar en el cercle de les personalitats més brillants de l'època: Stravinski, Rakhmàninov i Ravel, Koussevitski i Toscanini, Picasso i Sert, el gran mestre d'escacs Capablanca, amic i contrincant de Prokófiev. Amb els seus atractius ulls color atzabeja i cabellera ondulada, Lina captivava la gent en els sopars i soirées, on s'espavilava amb gràcia i encant. En aquest ambient internacional, es podia apreciar el seu fi sentit de l'humor i el seu do de gents gràcies a la seva facilitat per a expressar-se en sis idiomes.
Es van casar l'any 1923 a Ettal, al districte de Garmisch-Partenkirchen (Bavària, Alemanya), on Serguei vivia calculant que podia trobar-hi prou tranquil·litat per a compondre i usar-lo com a base des d'on viatjar cap al circuit de concerts estrangers. Llavors, van començar els anys més agradables de la vida de Lina, amb el creixent èxit del seu marit, la música burleta i agredolça del qual expressava admirablement l'humor dels anys 20, acompanyat d'una vida de societat de què ella gaudia i a què la seva bellesa, el seu encant i el seu domini de les llengües donaven una brillantor particular. Van viure durant uns anys a París i van tenir dos fills, Oleg i Sviatoslav.
El 1925-1926 la parella va fer una gira pels Estats Units, d'est a oest; el 1927 van donar recitals a la Unió Soviètica, incloent Leningrad, Moscou, Kíev i Odessa (on va transcórrer la infantesa de Lina). El 1930, de tornada dels EUA, van visitar també Cuba, on van conèixer Federico García Lorca.

## Retorn a Rússia / Ucraïna / la Unió Soviètica
Serguei Prokófiev havia nascut a Ucraïna i s'havia educat a Ucraïna i a Rússia durant l'Imperi Rus. Ja de molt jove, se l'havia reconegut com a geni musical i es movia en els ambients més cultes i interessants de Sant Petersburg. Adorava els seus amics i els paisatges de la seva terra, els racons més bells de la qual coneixia gràcies a la seva afició a caminar. Malgrat els advertiments dels amics que continuaven vivint a Rússia i Ucraïna que no tornés, el 1927, recolzat en la seva decisió per Lina, va decidir visitar l'URSS. Per a Lina, aquesta estada va suposar una infinitat d'impressions noves: la immensitat dels espais, la misèria del quotidià i, sobretot, la gent amb qui es va trobar, gent que la va sorprendre per la simpatia i admiració que li mostraven.
El 1935, després d'una sèrie de gires de concert, Serguei decideix acabar amb el seu exili voluntari i es trasllada a Rússia, amb Lina i els seus dos fills. Allà es troben en l'atmosfera inusual de la Rússia de Stalin. En un primer moment, el règim de Stalin tenia menys interès en els músics que en altres artistes, de manera que la vida dels Prokófiev va seguir el seu curs normal, sense grans sobresalts.
La tornada a la Unió Soviètica del compositor, amb la intenció de residir permanentment amb la seva família, va ser un sacrifici per a Lina, que el va afrontar per no interferir en la seva creativitat musical. "Jo sóc rus i, per tant, no suporto l'exili", solia declarar ell. La parella va patir un descens dramàtic del nivell de vida. Si bé Prokofiev, com a artista privilegiat, va obtenir un pis de quatre habitacions en una nova construcció, no podia comparar-se amb el seu habitatge al 15è arrondissement de París, on Lina i Serguei sovint rebien brillantment els seus convidats. Oleg Prokófiev explica com la seva mare venia peces del seu guarda-roba parisenc a canvi de menjar. "Nosaltres, acostumàvem a fer broma amb ella: Mamà, què menjarem avui; una de les teves bruses de París?".
Mentrestant, Prokófiev continuava component música. El públic l'adorava en les seves facetes de pianista, compositor i director d'orquestra, i sempre hi havia una gran expectació quan, al teatre Bolxoi, es representaven òperes i ballets de la seva creació. A més, per a la seva gran satisfacció, els vells i els nous amics havien acollit amb molt afecte la seva esposa. Entre els nous coneguts i admiradors sorgeix Mira Mendelssohn, una dona jove, no gaire afavorida, però amb un cert encant, prima i fràgil d'aspecte, però de caràcter fort. Es van separar l'any 1941, just abans de la invasió alemanya. Les autoritats s'ocupen que Prokófiev, juntament amb Mira, sigui evacuat de Moscou. Lina refusa seguir-lo, es queda sola amb els seus fills i es posa a treballar com a traductora en l'agència Sovinformburo per obtenir la cartilla de racionament.
Passen els anys, la guerra acaba, els fills es fan grans i, llavors, Prokófiev i Mira tornen del lloc d'evacuació. Però, el més terrible és encara per arribar. L'any 1948 el govern publica una resolució en la qual es condemna la música de Prokófiev, declarant-la nociva i antipatriòtica i, consegüentment, es deixa d'interpretar. El compositor sofreix un cop que no pot superar, emmalalteix i després de poc més de quatre anys, mor el 5 de març de 1953, el mateix dia que Stalin. Aquell any 1948 també fou fatídic en la vida de Lina: el govern declara no vàlid el seu matrimoni amb Prokófiev, decisió que permet al músic casar-se amb Mira sense el tràmit de divorci.

## Reclusió als Gulag
Per acabar de rematar el fatídic any 1948, Lina va ser condemnada en un judici que va durar només uns minuts per espionatge i "traïció a la pàtria". Era l'època del terror xenòfob de Stalin, quan tots els estrangers eren sospitosos i es prohibia el matrimoni amb estrangers als ciutadans
soviètics, segons una llei formulada l'any precedent.
El mètode fou l'habitual en aquesta època: la criden perquè baixi a l'entrada de l'edifici a recollir un paquet, ella baixa i els fills no tornen a veure-la en vuit anys. Formalment, se l'acusa de ser espia estrangera i és sentenciada a 20 anys de reclusió. "Ell també caurà a les nostres mans aviat, quan perdi el favor, ell no és realment un dels nostres", recordava Lina que van ser les paraules d'un coronel del KGB que la interrogava a la presó de Lubyanka a Moscou, després del seu arrest el febrer de 1948. Això succeïa, en efecte, només pocs dies després de l'emissió del decret Jdànov contra la "música formalista" promulgat pel Comitè Central del PCUS. Altres oficials durant els interrogatoris denunciaven el compositor com un "rus blanc emigrat" casat amb "una espia".
Primer la tanquen a la presó de Lefortovo i després l'envien a un camp de treball dels GULAG més enllà del cercle polar àrtic. Malgrat totes les privacions i sofriments que viu -interrogatoris, tortures i treballs forçats-, Lina continua sent, abans que res, una dona amb força de voluntat. Comparteix el seu tancament amb una ballarina i, al seu costat, fa exercicis cada dia per mantenir-se en forma. Lina va sobreviure gràcies a la seva afició a la vida i al seu esperit optimista. Tenint ella llavors més de 50 anys, no li van ser assignats treballs forçats a l'exterior, sovint amb temperatures molt per sota dels zero graus, sinó que treballava en el centre mèdic del camp ajudant els metges.
El 1953, Prokófiev va morir i Lina i els seus dos fills varen passar per seriosos entrebancs, ja que les autoritats soviètiques només reconeixien com a vídua Mira Mendelson, la segona esposa de Prokófiev. Ella no es va assabentar de la mort del seu marit -esdevinguda irònicament el mateix dia que la de Stalin- fins diversos mesos després, quan algú del camp li va dir que en les notícies de la ràdio s'havia parlat de la commemoració a Argentina de la vida i obra del compositor soviètic difunt.

## Alliberament i retorn a Occident
Després de vuit anys de reclusió, l'alliberen el 1956 i li lliuren un document en el qual consta la seva rehabilitació, procediment habitual després de la mort de Stalin. El 1974, després d'una llarga i tenaç lluita amb les autoritats de l'URSS, va aconseguir el permís per tornar a Occident. Es va reunir amb el seu fill Oleg a Londres, on va establir la Fundació Prokófiev.
Viatjava molt i en ocasió d'una visita a Catalunya l'any 1977 va decidir investigar sobre les seves arrels paternes. Però, diu Oleg, quan va consultar "Codina" a la guia telefònica de Barcelona, es va adonar que no sabia on començar. Tanmateix, a Barcelona va trobar Frederic Mompou, que admirava les composicions per a piano del seu marit, i que li va prometre la seva ajuda. Així, li va transmetre una fotocòpia en la qual constava que Joan Codina va ser batejat a la catedral de Barcelona el 22 d'octubre de 1866 i que era fill d'un comerciant de Barcelona i de la seva esposa Isabel Llubera, natural de Badalona. Així va ser com la noia de Badalona va donar a Lina el seu nom d'artista.
Va gravar el 1987 la narració de Pere i el llop per a l'Orquestra Nacional Escocesa dirigida per Neeme Jarvi. Al disc, amb una veu molt ferma, malgrat els 89 anys, i en un anglès gairebé perfecte, ella és la narradora. Va estar present al Lincoln Center de Nova York durant un concert en honor de Prokófiev.
Va morir a Londres el 3 de gener de 1989, als 91 anys, i va ser enterrada al cementiri de Medon, al costat de la seva mare.